# 炭化水素
炭化水素（、英: hydrocarbon）は、炭素原子と水素原子だけでできた化合物の総称である。その分子構造により鎖式炭化水素と環式炭化水素に大別され、更に脂肪族炭化水素、脂環式炭化水素、芳香族炭化水素などと細分化される。また、炭素原子が全て単結合している場合は飽和炭化水素、多重結合を含む場合は不飽和炭化水素と分類することもできる。炭化水素で最も構造の簡単なものはメタンである。
また、石油や天然ガスの主成分は炭化水素やその混合物であり、石油化学工業の原料として今日の社会基盤を支える資源として欠かせない物質である。

## 構造的特性
炭化水素の構造的特性は、炭素原子の性質に基づき多様性に富んでいる。原子価結合法の考え方では、炭素原子は混成軌道を形成することで、
1. sp3炭素 - 正四面体構造、分岐数=4（4つの単結合）・（4つのσ結合）
2. sp2炭素 - 平面構造、分岐数=3（2つの単結合と1つの二重結合） ・（3つのσ結合と1つのπ結合）
3. sp炭素 - 直線構造、分岐数=2（1つの単結合と1つの三重結合[注 1]）・（2つのσ結合と2つのπ結合）

の3種類の基本構造のうちいずれかの状態を取る。そして結合の相手となる炭素も結合の種類に応じて混成軌道を作るため、二重結合の両端ではsp2炭素が、三重結合の両端ではsp炭素が隣り合って対を形成することになる。また、炭素-炭素結合による連結は鎖の長さによる制限をほとんど受けない。この単一元素で分岐数の多い分子を生成する性質をカティネーション性と呼ぶが、分岐数の多様性とあいまって、炭化水素の構造の多様性はほぼ無限といってよい。言い換えると、炭化水素を基本骨格に持つ有機化合物は莫大な多様性を有するが、それは炭化水素の構造の量的な多様性と置換基による質的な多様性とが相乗的に発現した結果でもある。

### 構造と分類
炭化水素の構造はトポロジー的には鎖状構造と環構造のいずれもとりうる。それゆえ炭化水素の分類の基本は構造的に
- 鎖状構造（鎖式炭化水素）か環構造（環式炭化水素）か
- 単結合のみで構成される（飽和炭化水素）か多重結合を含んで構成される（不飽和化合物）か

により分類する。
炭化水素の化学式（一般式）においては炭素と水素との数の関係は、構造のトポロジー的分類に応じて簡単な法則性が存在する。
鎖状飽和炭化水素は、直鎖構造であれ分枝構造であれ、{\displaystyle C_{n}H_{2n+2}}であらわすことが出来る。環を1つ持つと{\displaystyle C_{n}H_{2n}}（単環性炭化水素）、2つ持つと{\displaystyle C_{n}H_{2n-2}}（双環性炭化水素）…となる。また、不飽和炭化水素の水素数は、相当する飽和炭化水素の水素数から多重結合の多重度の総数の二倍だけ少なくなる。それ故、基本的なアルカン、アルケン、シクロアルカンなどは一般式で表現されることもある。
簡単な炭化水素について、分類を次に示す。
鎖式飽和炭化水素（飽和鎖式炭化水素も同義）
アルカン ({\displaystyle C_{n}H_{2n+2}})
総称 - パラフィン類
鎖式不飽和炭化水素（不飽和鎖式炭化水素も同義）
アルケン（モノエン化合物、{\displaystyle C_{n}H_{2n}}）
アルキン（モノイン化合物、{\displaystyle C_{n}H_{2n-2}}）
総称 - オレフィン類
環式飽和炭化水素（飽和環式炭化水素も同義）
シクロアルカン（{\displaystyle C_{n}H_{2n}}）
環式不飽和炭化水素（不飽和環式炭化水素も同義）
シクロアルケン（モノシクロモノエン化合物、{\displaystyle C_{n}H_{2n-2}}）
シクロアルキン（モノシクロモノイン化合物、{\displaystyle C_{n}H_{2n-4}}）

### 構造と命名
この構造的分類はIUPAC命名法の系統名(systematic name)の基本原理となっている。言い換えると組織名は炭化水素の構造に由来しており、逆にその組織名からその炭化水素（あるいはそれから拡張された有機化合物）の構造を特定することができる。その意味で有機化合物の部分構造を表現する炭化水素を炭素骨格と呼びあらわし、部分構造である置換基の名称の根本として扱われる。

## 性質
炭化水素は分子量に応じて、気体、液体または固体の状態を取る。おおよそ炭素数が4以下の炭化水素（C1〜C4）は常温常圧で気体であり、炭素数が5以上、十数以下の炭化水素（C5〜C10 - 18）は液体であり、それ以上の炭素数の場合は固体である。炭化水素の液体も固体もいずれも比重は1よりも小さく、その多くは無色あるいは光を散乱して白色を呈する。臭いは、構造のトポロジー（直鎖か分枝かあるいは環状か）と飽和、不飽和かによりそれぞれ独特の臭気を持ち、その総称あるいは混合物の臭いを表現して「石油臭い」と言い表す。傾向として直鎖や環状の飽和炭化水素は比較的強い臭気は持たず、分枝や不飽和結合を持つものは「石油臭」や「ガソリン臭」が強い。
飽和炭化水素はラジカル反応など極く限られた反応性しか示さず、化学的に不活性である。それ故、液体の炭化水素は有機溶媒として利用される。一方、不飽和炭化水素は芳香族性を持つ場合とそうでない場合で化学的性質が異なる。芳香族性を持つ不飽和炭化水素は不活性であり強い反応条件の下でしか反応しないのに対して、そうでない不飽和炭化水素は穏やかな条件においても種々の求電子剤と反応する。
また飽和炭化水素は効率的に水素を収納している物質でもある。その水素の物理的性質を利用して、パラフィン等は中性子の減速材として利用される場合がある。
そして飽和炭化水素と、不飽和炭化水素とは触媒を用いた脱水素反応あるいは水素付加反応により相互に変換され、工業的に応用されている。

## 利用
資源としての炭化水素は、エネルギー資源としての意味と化学工業原料としての意味を持つ。利用量としては可燃性のエネルギー資源としての意味が大きいが、社会的機能の面では化学工業原料としての多様性にも価値が見出される。また低分子の炭化水素は大気環境に与える影響が大きい。

### 資源・分布
資源としての炭化水素は殆どが埋没資源であり、石油または天然ガスとして地球上の特定の地域に偏在する。また近年、湖底や深海底のメタンハイドレートのように地底以外でも資源として存在するものも発見されている。これらの石油や天然ガスの主成分は鎖式飽和炭化水素である。それに対して、多環芳香族炭化水素は、総量は少ないものの、石炭の副産物であるコールタールに多く含まれる。世界大戦前はコールタールが多環芳香族炭化水素の資源として重宝されたが、今日では合成的に化学工業より生産される。そのため、コールタールに今日的な資源としての意味は無い。
また、メタンは地球温暖化の主原因の一つとされ、その大部分は火山活動やマグマより生成される無機由来のものである。無機由来であるため、メタンは生物の存在しない天王星やタイタン (衛星)のような他の天体にも存在する。一方、地球上のメタンの一部はメタン菌によって生産される生物由来のものであり、地球上での炭素循環の一部でもある。
従来型燃料の枯渇に備え、環境負荷の少ない低炭素社会を実現するため、人工的にメタンを生産する方法も研究されている。メタン産生菌を利用した生物由来メタンの生産については、その生産量が少なく、実用化には至っていない。無機由来メタンの人工生産についても研究が進んでおり、金属水素化物(MH)と二酸化炭素(CO2)からメタン(CH4)を合成する方法も提案されている(4MH + CO2 → 2M2O + CH4 (M = Li,Na,K))。

### 環境・人的影響
炭化水素をエネルギー源として利用した副産物の二酸化炭素も、メタンガスも地球温暖化に関与している。また、内燃機関が不完全燃焼することで発生する一酸化炭素は大気汚染物質であり、窒素酸化物とともに光化学スモッグの原因ともなる。粒子状物質には高分子の炭化水素が含まれる。

## 毒性
炭化水素の蒸気を吸引したり液体を経口摂取することで、中毒症状が発生する。
急性致死性の心室性不整脈、神経症状、誤嚥性肺炎
慢性症状シックハウス症候群、間質性肺炎